# 復仇者聯盟：終局之戰
《復仇者聯盟4：終局之戰》（英語：Avengers: Endgame）是一部於2019年上映的美國史詩超級英雄電影，改編自漫威漫畫旗下的同名超級英雄團體復仇者聯盟的故事，本片由漫威影業製作，並由華特迪士尼工作室電影發行。本片為2018年電影《復仇者聯盟3：無限之戰》的續集，同時也是漫威電影宇宙系列的第22部電影作品。本片由羅素兄弟執導，並由史蒂芬·麥費利與克里斯多佛·馬庫斯負責撰寫劇本。由小勞勃·道尼、克里斯·伊凡、馬克·盧法洛、克里斯·漢斯沃、史嘉蕾·喬韓森、傑瑞米·雷納、唐·奇鐸、保羅·路德、布麗·拉森、凱倫·吉蘭、達娜·古瑞拉、布萊德利·庫柏和喬許·布洛林等人聯合主演。克里斯·伊凡表示，本片將是他最後一部漫威電影宇宙系列電影。劇情講述在彈指事件中倖存下來的復仇者聯盟成員與他們的盟友共同努力扭轉薩諾斯所造成的災難。
本片於2014年10月宣布開拍，作為《復仇者聯盟3：無限之戰》的第二章。羅素兄弟於2015年4月開始執導，史蒂芬·麥費利及克里斯多佛·馬庫斯於同年5月簽約為電影編寫劇本。2016年7月，漫威影業刪除了電影標題，簡稱為《未命名的復仇者聯盟電影》。電影於2017年8月於美國喬治亞州費耶特縣的松林亞特蘭大工作室，與《無限之戰》以背靠背電影製作的方式拍攝，並於2018年1月結束。額外的拍攝於亞特蘭大都會區及亞特蘭大市中心地區和紐約州取景。電影的官方名稱於2018年12月公佈。本片預算為3.56億美元，成為史上最昂貴的電影之一。
《復仇者聯盟：終局之戰》備受一眾漫威電影宇宙粉絲的期待，華特迪士尼公司透過廣泛的營銷活動以宣傳這部電影。本片於2019年4月22日在洛杉磯舉行全球首映禮，並於2019年4月26日在美國以IMAX、杜比影院、RealD 3D和3D形式發行。2019年6月28日在美国重映。本片因其執導方向、演員的演技、配樂、娛樂價值、視覺效果及情感而獲得影評人及普羅大眾的廣泛讚譽，影評人更讚揚此電影是長達十一年的22部電影故事的高潮。它還打破了無數的票房紀錄，全球票房收入超過27億美元，上映僅僅11天就超越了《復仇者聯盟3：無限之戰》的票房，上映一个月更超越了2009年電影《阿凡達》的票房，並成為2019年最賣座的電影、史上最賣座的超級英雄電影和漫威電影宇宙：第三階段中票房最高的電影，亦曾是2019及2020年全球最賣座的電影。

## 劇情
薩諾斯用無限寶石與手套消滅宇宙一半生命之後的23天内，地球各處逐漸分崩離析，卡蘿·丹佛斯22年來首次回歸地球支援，首先將身在宇宙漂流的東尼·史塔克和涅布拉接回地球，跟剩餘的復仇者史提芬·羅傑斯、布魯斯·班納、索爾、娜塔莎·羅曼諾夫、詹姆斯·羅德以及火箭浣熊團聚。對打敗仗極自責的史提芬一行人追蹤薩諾斯至他的藏身星球，原計劃是奪回所有寶石再讓被消滅的半數生命復活。但當他們在星球上制伏薩諾斯時，卻發現他早已將六顆寶石全部摧毀以防遭人逆轉局勢，索爾盛怒之下將薩諾斯直接斬首，讓復仇者無功而返。
五年後，倖存者勉強繼續生活，受困於量子領域的史考特·朗恩無意間返回現實，回家後發現女兒凱西已長大，由此得知現實已過五年，但自己只受困五小時。他跑到復仇者總部找上史提芬和娜塔莎，靠自己的經歷推論出量子領域可容許時間旅行，能讓他們回到過去獲取六顆寶石。三人去找隱居世外的東尼求助，他五年來跟小辣椒·波茲結為夫婦並育有五歲女兒摩根。東尼起初並不願幫忙，但受責任感驅使以及小辣椒的鼓勵而決定重裝上陣。班納靠實驗將自己變成半人半浩克形象，與其他夥伴共同建造時間機器，他同時指出時間旅行並不會對現在造成“影響”。羅德和涅布拉隨即歸隊，班納陪火箭來到倖存的阿斯嘉居民在挪威滕斯貝格建立的村莊，說服五年來身心消沉、終日酗酒而變胖的索爾歸隊。另一方面，娜塔莎在日本東京找到克林特·巴頓，他自從家人集體灰飛煙滅後就此變成一位無情的“浪人”。
眾復仇者匯聚後開始實行「時間攔劫」（Time Heist），用量子隧道分別到不同的時間和地點尋找寶石。東尼、史提芬、史考特和班納回到2012年的紐約市，班納到至聖所向至尊魔法師古一借到時間寶石，而史提芬獲取鑲著心靈寶石的權杖；但唯獨東尼和史考特竊取裝有空間寶石的宇宙魔方時失手，導致魔方被當時的洛基趁機偷走並脫逃。史提芬和東尼只好又前往1970年，潛入由神盾局管制的紐澤西州軍事基地取得魔方以及漢克·皮姆的實驗室裡的皮姆粒子作為返程燃料。東尼意外撞見當時年輕的父親霍華·史塔克，便隱藏身份跟父親進行久違談心，而史提芬則碰巧闖進佩姬·卡特的辦公室，卻只能隔著玻璃看著她。索爾和火箭回到2013年的阿斯嘉，從珍·佛斯特體內抽取出含有現實寶石的乙太。索爾被母親芙瑞嘉識破身份，受到她指導而重新振作，索爾走前還將當時的雷神之鎚一併帶走。
涅布拉、羅德、娜塔莎和巴頓到2014年的莫拉格，首先搶在彼得·奎爾之前得到力量寶石，然而涅布拉的機械神經系統卻跟2014年時的自己產生連結，因此被當時的薩諾斯發現行蹤。撤退時唯一留下的涅布拉直接被俘虜，遭受過去的自己和葛摩菈拷問，薩諾斯從她的記憶錄像得知自己未來的結果，決定吸取這段「教訓」，因此派遣2014年的涅布拉冒充2023年的她自己前往未來。娜塔莎和巴頓來到靈魂寶石所在的佛米爾星，從負責看守寶石的紅骷髏口中得知必須犧牲一人。娜塔莎為了讓巴頓能再度跟家人團聚，最後自願跳下懸崖犧牲自己好讓巴頓獲得寶石。眾人相繼完成使命後回到現今，發誓絕不會讓娜塔莎白白犧牲。東尼製造出能鑲嵌六顆寶石的奈米手套，再由能承受強大伽瑪射線的班納戴上勉力響指成功將五年前所有被消滅的半數生命復活。
但這時，2014年的涅布拉偷偷啟動量子隧道，將過去的薩諾斯連同整艘戰艦帶到現今。戰艦開火將總部炸毀，眾人在爆炸中失散及負傷，巴頓拿著手套在地下通道躲避薩諾斯的追兵，最後被2014年的涅布拉攔住。直到良心未泯的葛摩菈釋放現今的涅布拉來到兩人面前制止，由於2014年的涅布拉不聽勸阻，姐妹倆只能聯手槍殺她。薩諾斯降臨在廢墟中，聲言他這次會用寶石徹底摧毀整個宇宙，再建立一片以他為首的全新宇宙以絕後患。東尼、索爾以及舉起雷神之鎚的史提芬聯手對敵，但薩諾斯依然以一敵三佔上風，還釋出足以將地球屠戮殆盡的外星軍隊。
孤掌難鳴之際，所有剛復活的復仇者成員、魔法師、星際異攻隊、瓦干達軍隊、破壞者軍團以及阿斯嘉軍隊等其他英雄們，集體被史傳奇用傳送門帶至這片戰場。復仇者聯盟再度集結，萬眾一心抗擊敵人，卡蘿隨後也趕回地球支援，並一擊摧毀薩諾斯的戰艦。但薩諾斯隻身擊退所有阻攔他的英雄後搶回手套，剛準備對宇宙發動致命一擊，卻被東尼偷偷將所有寶石轉移至自己的動力服手套上，以自己的意志打了響指。束手無策的薩諾斯跟著自己所有軍隊一併化為灰燼，而此舉也令東尼遭強烈伽瑪射線傷害，他在身邊的夥伴及家人的陪伴下安詳地離世。
在東尼的葬禮上，小辣椒和摩根母女、全體復仇者、東尼的舊友全部出席送別他最後一程。隨著地球慢慢恢復秩序，所有人分別返回各自的新生活中。索爾任命瓦爾基麗為新的阿斯嘉領袖，自己則加入星際異攻隊前往宇宙展開全新的旅程，而奎爾則準備去找尋戰爭過後獨自離開的葛摩菈。史提芬決定獨自回到過去將六顆寶石以及雷神之鎚物歸原位，但進入量子隧道後卻一直沒回來。而巴奇和山姆此時發現年老的史提芬正坐在湖邊，史提芬表示自己經過深思熟慮後決定留在過去回到佩姬身邊，安享人生直到現在才回來跟他們會合。史提芬最後將自己的盾牌傳給山姆，讓他接任自己的使命。

## 演員
- 小勞勃·道尼飾演東尼·史塔克／鋼鐵人（Tony Stark / Iron Man）：一名天才發明家兼億萬富豪，經營著史塔克工業，某次到阿富汗時遭恐怖組織「十環幫」擄走，心臟受重創之下靠胸口的微型方舟反應爐續命，逃走後成為了「鋼鐵人」並製造出許多鋼鐵動力服。[7][8]
- 克里斯·埃文斯飾演史提芬·羅傑斯／美國隊長（Steve Rogers / Captain America）：瘦弱的他在第二次世界大戰時期參與「超級士兵」計劃，實驗成功使他成為「美國隊長」，參與二戰並對付犯罪組織九頭蛇，最後為拯救美國而墜入格陵蘭並被冰封。七十年後才被神盾局發現並重新甦醒，後加入復仇者聯盟，卻因拒絕接受政府管束而與鋼鐵人一派人馬意見相左。[9]派屈克·高曼（英语：Patrick Gorman (American actor)）飾演年老的史提芬。
- 克里斯·海姆斯沃斯飾演索爾（Thor）：原型為北歐神話中的同名神祗，奧丁的長子，因個性自負而被奧丁貶下凡間並學習慈悲，發現繼弟洛基的陰謀後回到阿斯嘉並阻止他，得知洛基企圖在他最愛的地球上引起混亂而加入復仇者聯盟[10]。原本的武器是雷神之鎚（英语：Mjolnir (comics)），鎚子被摧毀後為自己製造出一把名為「風暴破壞者」的強大戰斧。
- 馬克·盧法洛飾演布魯斯·班納／浩克（Bruce Banner / Hulk）：原是一名軍方科學家兼伽瑪射線研究員，打算重新研發出超級士兵血清，因一次實驗被照射過量伽瑪射線而導致身體突變，每當憤怒時就會變身成擁有無窮破壞力的浩克。加入復仇者聯盟後使他改變了孤僻的性格，如今將自己的天才頭腦和浩克形態結合。[11]
- 史嘉蕾·喬韓森飾演娜塔莎·羅曼諾夫／黑寡婦（Natasha Romanoff / Black Widow）：前神盾局特工，初期被安排在史塔克工業臥底來監視東尼的一舉一動，後來成為復仇者聯盟重要的一員。[12]
- 傑瑞米·雷納飾演克林特·巴頓／鷹眼（Clint Barton / Hawkeye）：前神盾局特工兼復仇者成員。箭術高超，能通過弓柄上的無線控制器對箭筒發出指令，為箭支裝上各種用途的特殊箭頭。因幫助美國隊長抗擊協議一事而被判處居家軟禁，卻目睹妻兒們在眼前消失，失魂落魄之下化身私刑者（英语：Vigilante）「浪人」四處流浪，並屠殺遇到的任何罪犯。[13][14]
- 唐·奇鐸飾演詹姆斯·羅德／戰爭機器（James "Rhodey" Rhodes / War Machine）：東尼的拍檔兼老友，美國空軍軍事採購聯絡人，是東尼少數幾個值得信賴的朋友。當初借用東尼的二型裝甲而成為了「戰爭機器」並跟他攜手奮戰。[15]
- 保羅·路德飾演史考特·朗恩／蟻人（Scott Lang / Ant-Man）：有著竊盜前科的電機工程師，偷竊技巧十分高超，其特質被漢克·皮姆挑選上成為第二代蟻人，並因跟山姆·威爾森的一次交手使自己被看中並加入復仇者聯盟，在彈指事件的五年間受因於量子領域中。[16]
- 布麗·拉森飾演卡蘿·丹佛斯／驚奇隊長（Carol Danvers / Captain Marvel）：前美國空軍飛行員，在30年前的一場空難事故中受邁威爾發明的光速引擎波及而獲得超能力。一度失去記憶並被克里人洗腦改造成精英戰士，直到1995年意外地墜回地球並遇見尼克·福瑞才重拾過往記憶。[17]
- 布萊德利·庫柏聲演火箭浣熊（Rocket）：星際異攻隊的成員，身為基因工程浣熊、賞金獵人及星際傭兵，且是武器和戰術的大師。西恩·岡恩再度為火箭浣熊進行動作捕捉演出。[18]
- 凱倫·吉蘭飾演涅布拉（Nebula）：露芬莫德人，薩諾斯的養女，從小跟葛摩菈一起長大，原本對她非常痛恨，直到在伊果星球上的一戰中才改變對她的想法，並隨著時間推及慢慢改邪歸正。[19]
- 達娜·古瑞拉飾演奧科耶（Okoye）：瓦干達的皇家護衛朵拉親衛隊（英语：Dora Milaje）侍衛長，善用長矛、武藝精堪，身為帝查拉的忠誠侍衛兼私人保鏢。[18]
- 黃凱旋飾演王：神秘的魔法師，史傳奇的夥伴，負責管理卡瑪泰姬中的圖書館，擁有淵博的武術和魔法知識。 [20]
- 強·法夫洛飾演快樂·霍根（Harold "Happy" Hogan）：東尼的保鑣與司機，同時負責保護小辣椒，不但是東尼的員工，更是東尼的朋友。[21]
- 葛妮絲·派特洛飾演小辣椒·波茲（Virginia "Pepper" Potts）：東尼的未婚妻，史塔克工業執行長，比較反對東尼如此拼命地拯救世界，幾年後與東尼成婚，並育有女兒摩根，並能身穿一架東尼為她量身定做的藍色戰甲，稱作救援戰甲。[21]
- 喬許·布洛林飾演薩諾斯（Thanos）：泰坦霸王，葛摩菈和涅布拉的養父，曾目睹家鄉泰坦星滅亡後，多年下來在銀河系各處靠濫殺無辜來達到平衡，決定找出六顆無限寶石來殺死全宇宙一半的生命。[22]

其他來自《復仇者聯盟3：無限之戰》的演員在這部電影中回歸飾演各自的角色，當中有班奈狄克·康柏拜區飾演史蒂芬·史傳奇／奇異博士，查德威克·鮑斯曼飾演帝查拉／黑豹，湯姆·霍蘭德飾演彼得·帕克／蜘蛛人，柔伊·莎達娜飾演葛摩菈，伊莉莎白·歐森飾演汪達·麥西莫夫，賽巴斯汀·史坦飾演巴奇·巴恩斯／酷寒戰士，安東尼·麥基飾演山姆·威爾森／獵鷹，湯姆·希德斯頓飾演洛基，克里斯·普瑞特飾演彼得·奎爾／星爵，戴夫·巴帝斯塔飾演德克斯，龐·克萊門捷夫飾演螳螂女，馮·迪索聲演格魯特，溫斯頓·杜克飾演恩巴庫，莉蒂西亞·萊特飾演舒莉，山繆·傑克森飾演尼克·福瑞，蔻碧·史莫德飾演瑪莉亞·希爾，威廉·赫特飾演撒迪厄斯·羅斯，雅各布·貝塔隆飾演奈德·利茲，凱瑞·康頓聲演東尼的人工智能管家星期五和羅斯·馬奎德飾演靈魂寶石的看守者約翰·施密特／紅骷髏。另外，湯姆·沃恩-羅勒、泰瑞·諾特利和麥可·詹姆士·蕭分別以動作捕捉方式飾演烏木喉、黑曜獵手和亡刃，唯獨前集中由凱莉·庫恩飾演的暗夜比鄰星，這次全部由替身演員莫妮克·甘德顿扮演。
其他從系列前作電影中回歸的演員包括伊凡潔琳·莉莉飾演荷普·汎戴茵／黃蜂女，麥克·道格拉斯飾演漢克·皮姆，蜜雪兒·菲佛飾演珍妮特·汎戴茵，泰莎·湯普森飾演瓦爾基麗，蒂妲·史雲頓飾演古一，塔伊加·維迪提飾演寇格，瑪麗莎·托梅飾演梅·帕克，安琪拉·貝瑟飾演拉瑪達，海莉·艾特沃飾演佩姬·卡特，約翰·斯拉特里飾演霍華·史塔克，蕾妮·羅素飾演芙瑞嘉，琳達·卡德里尼飾演蘿拉·巴頓。法蘭克·葛里洛飾演布洛克·朗姆洛，麥斯希姆諾·赫南德茲飾演傑斯帕·西威爾，勞勃·瑞福飾演亞歷山大·皮爾斯，卡爾·穆爾維飾演傑克·羅林斯。《鋼鐵人3》中的泰·辛普金斯首次回歸飾演哈利·奇納；西恩·岡恩飾演克拉格林，他本人雖然有回歸參與演出，但不確定他的戲份是否被採用過。另外包括娜塔莉·波特曼飾演珍·佛斯特；波特曼本人並沒有直接參與演出，電影中現身的片段事實上採用了2013年電影《雷神索爾2：黑暗世界》的刪減片段剪輯而成，後來波特曼本人回歸聲演全新對白。詹姆士·達西飾演艾德恩·賈維斯，霍華·史塔克的管家，角色首次登場於漫威電視劇集《卡特探員》中作為主演，達西由此成為首個與電影系列連動的漫威電視劇集人物。
另外，真田廣之飾演在日本東京出沒的黑道首領昭彥（Akihiko），艾瑪·福爾曼飾演史考特·朗恩的女兒凱西·朗恩，其接替在《蟻人》和《蟻人與黃蜂女》中飾演該角的艾比·萊德·福特森。亞歷珊德拉·拉貝（Alexandra Rabe）飾演東尼與小辣椒的獨生女摩根·史塔克，而凱薩琳·蘭福德原本飾演成長後的摩根，但她的戲份最後被刪除。鄭肯和伊薇特·尼科爾·布朗分別客串飾演一位舊車庫保全以及1970年時的一位神盾局特工。史丹·李客串1970年時的紐澤西州的一位嬉皮士式車手，透過電腦技術“反老化”；這部電影同時亦是史丹·李生前最後一部客串的漫威電影作品。導演喬·羅素客串一位有美國隊長參與的互助會一員，而喬的兩個女兒艾娃和莉亞·羅素（Ava and Lia Russo）分別在電影中飾演巴頓的女兒萊拉（Lila）以及餐廳中請求跟浩克合影的少女。而安東尼·羅素的兒子飾演跟浩克合影的三兄妹中的長男，其為曾經在美國隊長紀念館注意到史提芬的男孩。薩諾斯的創作者吉姆·史塔林同樣客串一位參與互助會的成員，而在漫威電影系列裡屢次出現的霍華鴨以彩蛋的形式客串。

## 製作

### 拍攝
主體拍攝於2017年8月10日在喬治亞州松林亞特蘭大工作室進行暫定名稱為「瑪麗·盧2」（Mary Lou 2），由塔蘭·奧柏諾擔任攝影指導。2018年1月11日完成拍攝。
復仇者聯盟總部的外觀及內部場景則借用中國企業三一重工位於乔治亚州桃树市的分公司進行取景拍攝，劇中量子領域隧道的擺放位置就在公司的展示大廳。

## 音樂
2016年6月，曾為《復仇者聯盟》配樂的亞倫·席維斯崔回歸為《復仇者聯盟3：無限之戰》及其續集進行配樂工作。

## 發行

### 市場營銷
首支正式預告於2018年12月7日釋出，並公佈副標題為「Endgame」。該預告在24小時內贏得2億8900萬次觀看，超過了前作《復仇者聯盟3：無限之戰》的紀錄。第二支正式預告片於2019年3月14日釋出，該預告在24小時內贏得2億6800萬的觀看次數，位居影史亞軍，僅次於首支正式預告。

### 上映情況
美國於2019年4月2日在售票網站Atom Tickets和Fandango開放預售訂購。由於過多人訂票，令Atom Tickets和Fandango的系統癱瘓，而AMC電影院的網站和更完全崩潰了幾個小時。
香港於2019年4月5日凌晨開始預售，在4月4日晚上各區的戲院已現人龍通宵排隊，全港院線網站在4月5日凌晨更因為太多人購票而癱瘓。香港最高票价达290港元，创香港电影票价最高纪录。
中國大陸在预售中，每张票价的服务费存在过高问题，亦引起监管部门重视，有中国大陆部分影院已收到相关通知，将进行检查，若服务费过高将退回。同时被检查到的影院已被停止该影片的密钥下载，并指出“4月19日主管部门还要检查”。对此有院线相关人士表示“有收到口头通知”，但国家电影局市场处则回复称“具体不详”。每家影院午夜场更是出现了售罄的情况，且午夜场平均票价超过200元人民币，价格最贵的午夜场预售票价甚至高达350元，在二手平台亦有用户转卖门票，每张最高可达1500元。为此漫威影業宣佈在中国大陸市場加開凌晨3點的档次。

### 票房
2018年12月末，本片被IMDb評為2019年第二部最受期待的電影。2019年3月，BoxOffice預估《復仇者聯盟：終局之戰》能在美國首映的週末取得2.5億至2.9億美元。隨著電影的上映，本片在北美上映的首週得到了3.57億美元，刷新影史首周北美開片票房紀錄，比前作高出1億美元的數字。隨著宣佈中國大陸同步上映後，《Deadline Hollywood》預估該片的全球首週末將超越8.4億美元，但該片上映後首週在全球榮獲超過12億美元的數字，2019年5月5日，全球票房累計22.72億美元正式超越史上票房第二的1997年電影《鐵達尼號》，《鐵達尼號》的導演詹姆斯·卡麥隆依循傳統，在推特上傳一張鐵達尼號被復仇者聯盟的標誌撞翻的圖片道賀，並寫道「致凱文和漫威的每個人，一塊冰山讓真的鐵達尼號沉沒，復仇者聯盟則讓我的鐵達尼號沉沒了，光影風暴娛樂公司的每個人向你們致敬，你們證明了電影產業不僅依舊昌盛，更比任何時候都還要強大」。2019年6月23日，全球票房累計27.496億美元，超越史上票房最高的2009年電影《阿凡達》的首輪票房27.49億美元。在2019年圣地亚哥国际漫画展上，漫威影业總裁凱文·費吉稱，迪士尼統計《復仇者聯盟：終局之戰》在票房上少算起碼兩百萬美元，故截至2019年7月19日，《復仇者聯盟：終局之戰》票房累計27.892億美元，只落後史上票房最高的《阿凡達》50萬美元。2019年7月20日，超越《阿凡達》成為史上最賣座電影。2021年3月12日，隨著《阿凡達》重映，《復仇者聯盟：終局之戰》讓出史上最賣座電影的頭銜，退居排行第二。
在北美，《復仇者聯盟：終局之戰》只花了6小時就打破了《STAR WARS：原力覺醒》的預售紀錄；Atom Tickets亦表示，《復仇者聯盟：終局之戰》更在1小時內達到《復仇者聯盟：無限之戰》的3倍預售紀錄，當天的預售量亦是去年《水行俠》的4倍。
中国大陆方面，於2019年4月12日開始預售，该片先后创下了2小時破1000萬、4小時破3000萬、首映前11天破亿的预售成绩，打破中国影史预售最快破亿纪录。截至4月23日，中国大陆预售票房达到7.74亿元人民币，创下了中国影史映前总预售新纪录。电影在中国上映两天票房强劲，截至25日早上9时，已累积票房高达8.28亿人民币，单单是开画首日票房便已高达7.19亿人民币，打破去年《捉妖记2》而成为中国影史上映首日最高票房电影。中國票房最終累計42.39億人民幣，為中國影史第三以及進口片第一。
台灣方面，於2019年4月12日開始預售；首週團體包場加預售的票數為327,607張，是《復仇者聯盟：無限之戰》109,147張的三倍；首日票房為新台幣8064萬元，打破由2015年電影《玩命關頭7》創下5471萬元的紀錄，成為台灣影史最高首日票房；週六單日票房為新台幣1.02億元，打破2017年電影《玩命關頭8》創下的7879萬元的紀錄，成為台灣影史最高單日票房；首週五天票房為新台幣3.97億元，打破由2015年電影《玩命關頭7》創下3.26億元的紀錄，成為台灣影史最高首周開片票房；次週票房累計至新台幣6.98億元；第三週票房累計至新台幣8.6億元；第四週票房累計至新台幣8.82億元；最終全台票房為新台幣9.1億元。
馬來西亞方面，在电影上映前3个星期开始预售，各大戏院甚至增加早上7时的场次。截至4月23日，在马来西亚预售票房轻松冲破1300万令吉，创下大马影史上映前总预售最新纪录。电影上映首日票房已高达837万令吉，轻松打破去年《復仇者聯盟：無限之戰》上映首日590万令吉票房，刷新大马影史首日最高开画票房记录。最终收获8700万令吉票房。
韓國方面，在4月16日開始預售，截至22日下午6時，预售人次已超过180万，预售占有率曾经一度飙高到97.8%创下了韩国历史上映前的最高预售紀錄。24日上映首日吸引134万人次，超过《与神同行2：最終審判》124萬人次，创下上映首日观影人数之最和韩国影史最高首映票房纪录。
香港方面，在4月5日零時開始預售；首日票房為2087万，共1224场次，刷新香港開畫日及單日票房紀錄；上映第四天，單日票房為2224萬港币，再次刷新香港單日票房紀錄；首週五天票房為9628萬港币，刷新香港首周票房紀錄；5月6日，上映13天，總票房達1.78億港币，超越導演占士·金馬倫執導的《阿凡達》保持10年最高票房紀錄，榮登香港最賣座電影；5月13日，上映20天，總票房突破2億港元大關，成為香港史上首部2億票房電影。
| 上一届： 《哭泣的女人》 | 2019年美國週末票房冠軍 第17-19週     | 下一届： 《捍衛任務3：全面開戰》  |
| 上一届： 《哭泣的女人》 | 2019年台北週末票房冠軍 第17-18週     | 下一届： 《POKÉMON 名偵探皮卡丘》 |
| 上一届： 《反貪風暴4》  | 2019年中國內地一周票房冠軍 第16-17週 | 下一届： 《大偵探皮卡丘》         |
| 上一届： 《淪落人》     | 2019年香港週末票房冠軍 第17-20週     | 下一届： 《阿拉丁》               |

### 影院
《復仇者聯盟：終局之戰》於2019年4月22日在洛杉磯舉行全球首映禮，並於2019年4月26日在美國上映。此外，電影原定於2019年5月3日在美國上映。
2019年6月，監製凱文·費吉表示電影會在影院重新上映，重映版將增加初映版本中未出現的新片段。

### 家庭媒體
《復仇者聯盟：終局之戰》於2019年12月11日在串流媒體平台Disney+上線。特別收錄中同時包含一系列刪減片段，當中有東尼·史塔克犧牲性命不久，所有英雄以單膝長跪形式向這位英雄致敬，同時展示戰爭後從現場消失的葛摩菈默默離開的片段。其他包含一段東尼和小辣椒在木屋裡做菜、班納變成半人半浩克後在亞特蘭大的一棟40層樓火場中救援、以及索爾和火箭來到2013年阿斯嘉時的更多任務時刻。

## 续集
2018年5月，時任迪士尼CEO勞勃·艾格談到漫威在《终局之战》之后的《复仇者联盟》計劃時說：“我猜我們會嘗試我稱之為《復仇者聯盟》之外的新系列，但這並不一定意味著你不會在路上看到更多複仇者聯盟。我們只是還沒有就此發表任何公告。” 勞勃·艾格補充說：“鑑於角色的受歡迎程度和特許經營權的受歡迎程度，我認為人們不應該得出永遠不會再有復仇者聯盟電影的结论。”電影首映後不久，羅素兄弟說他們是 由於與漫威影業的積極關係，不反對未來重返MCU，但當時並不打算這樣做。2021年1月，漫威影業總裁凱文·費吉表示，另一部復仇者聯盟電影將“在某個時候”上演。 2022年7月，漫威在聖地牙哥國際漫畫展上正式公布《復仇者聯盟：康之王朝》和《復仇者聯盟：秘密戰爭》，属于漫威电影宇宙第六阶段。同月，据报道《尚气与十环帮传奇》导演德斯汀·丹尼爾·克雷頓将执导《复仇者联盟：康之王朝》。9月，漫威宣佈《蚁人与黄蜂女：量子狂热》编剧傑夫·洛夫尼斯将回归执笔《复仇者联盟：康之王朝》。2023年12月，喬納森·梅傑斯因騷擾罪和襲擊罪兩項罪名成立，被迪士尼和漫威影業解僱，片名亦從《復仇者聯盟：康之王朝》暫時改回《復仇者聯盟5》。2024年7月，漫威影業在2024年聖地亞哥國際漫畫展上宣佈《復仇者聯盟5》由羅素兄弟回歸執導，史蒂芬·麥費利回歸編寫劇本，並宣布《復仇者聯盟5》更名為《復仇者聯盟：末日之戰》（Avengers: Doomsday），小勞勃·道尼出演反派「末日博士」維克多·馮·杜姆。

## 反映

### 評價
根据評論匯總网站爛番茄汇总的551篇评论文章，94%的评论家给予该作正面评价，使之獲得「認證新鮮」標識，平均打分为8.2分（满分10分）。在Metacritic上，57位影評人共給予了78分的分數（滿分100分），這部電影獲得了「普遍好評」。

## 備註
1. ↑  依照漫威電影宇宙上映次序。
2. ↑  依照漫威電影宇宙中故事發生的時間次序，參見漫威电影宇宙#時間線。
3. ↑  薩諾斯之子包括黑曜獵手、烏木喉、亡刃、暗夜比鄰星。
4. ↑  銀河守護隊成員包括火箭浣熊、彼得·奎爾、德克斯、螳螂女、格魯特。
5. ↑  參見2018年電影《復仇者聯盟3：無限之戰》。
6. ↑  參見2019年電影《驚奇隊長》。
7. ↑  參見2018年電影《蟻俠2：黃蜂女現身》。
8. ↑  班納分析道：“改變過去並不會影響他們的現在，因為被改變的過去已經成為時間旅行者的未來，因此他們的過去無法被這個新產生的未來所改變。而任何做出的改變都可能會產生其他分支時間線。”
9. ↑  替代時間線，主時間線劇情參見2012年電影《復仇者聯盟》。
10. ↑  後續劇情參見2021年片集《洛基》第一季。
11. ↑  替代時間線，主時間線劇情參見2013年電影《雷神奇俠2：黑暗世界》。
12. ↑  替代時間線，主時間線劇情參見2014年電影《銀河守護隊》。
13. ↑  後續劇情參見2022年電影《雷神奇俠4：愛與雷霆》。
14. ↑  後續劇情參見2023年電影《銀河守護隊3》。
15. ↑  後續劇情參見2021年片集《飛隼與寒冬戰士》。

## 外部連結
- 互联网电影数据库（IMDb）上《復仇者聯盟：終局之戰》的资料（英文）}